# ジャン＝シルヴァン・バイイ
ジャン＝シルヴァン・バイイ（Jean-Sylvain Bailly, 1736年9月15日 – 1793年11月12日）は、フランスの天文学者。フランス革命で活躍した政治家でもある。初代パリ市長。

## 生涯

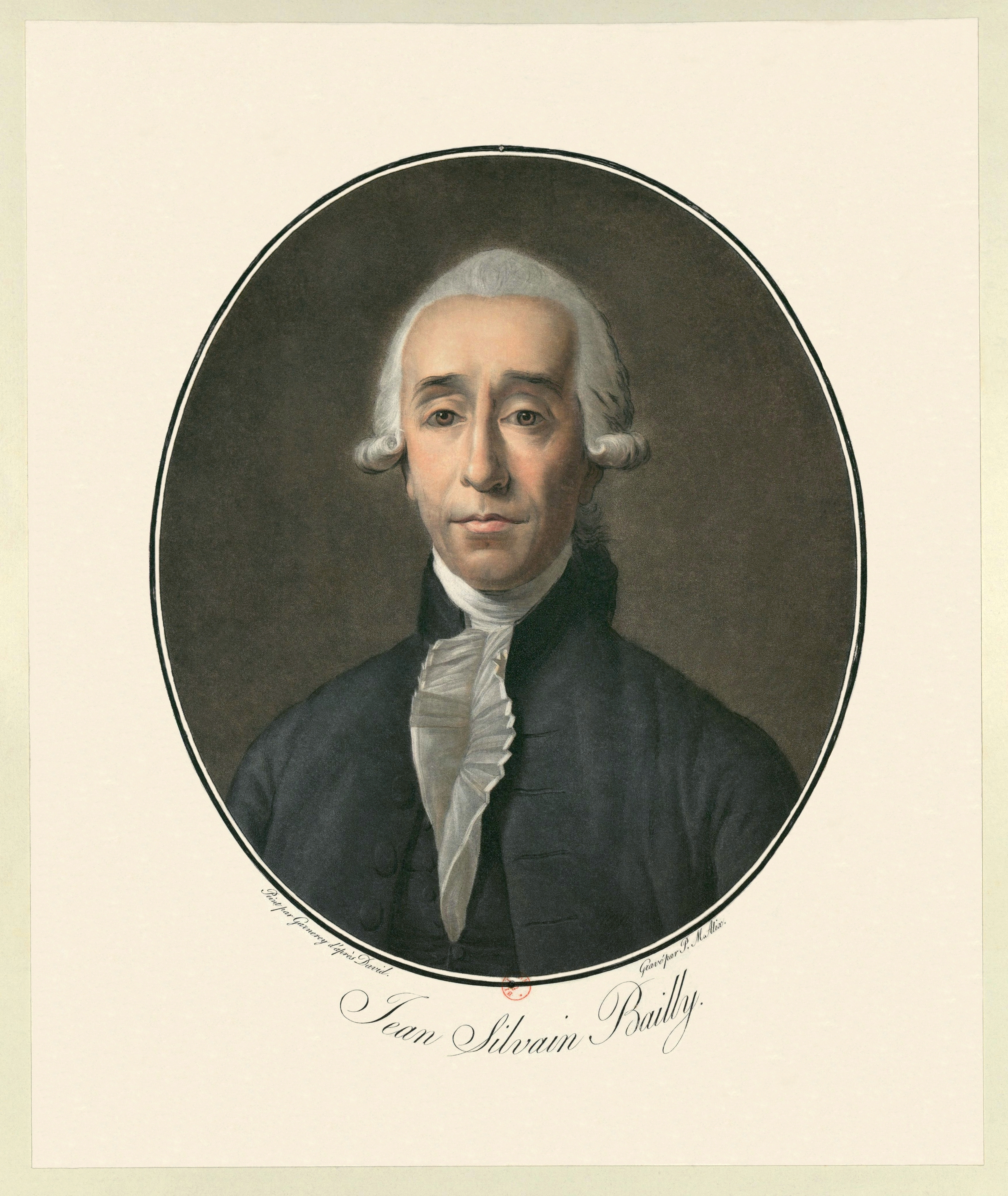
ピエール＝ミシェル・アリクス（1762-1817）《ジャン＝シルヴァン・バイイの肖像》版画（エングレーヴィング）、パリ、国立図書館

ダヴィッドによる『球戯場の誓い』（カルナヴァレ博物館）
中央で手を上げ宣誓している人物がバイイ

1736年9月15日、パリに生まれた。画家となるよう育てられたが、バイイは悲劇を書くことを好み、最終的にはニコラ＝ルイ・ド・ラカーユの影響で天文学の道に進んだ。1759年に出現したハレー彗星の軌道を計算し、ラカーユの星図の校正も行った結果、1763年にフランス科学アカデミーの会員に選出された。1770年代より科学史に没頭して、天文学の歴史に関する著書を著した。1783年12月11日にアカデミー・フランセーズ会員、1785年にフランス文学院会員に選出された。
フランス革命により、バイイの研究は中断させられた。1789年の三部会においてパリの第三身分代表の1人に選出され、5月5日に第三身分の議長に選出され、6月20日の球戯場の誓いを主導した。バスティーユ襲撃の後、1789年7月15日にパリ・コミューンの最初のパリ市長に選ばれたが、1791年7月17日のシャン・ド・マルスの虐殺でデモを鎮圧するために国民衛兵に発砲を命じたため人気を失い、同年11月16日にパリ市長を退任して、ナントに引退した。

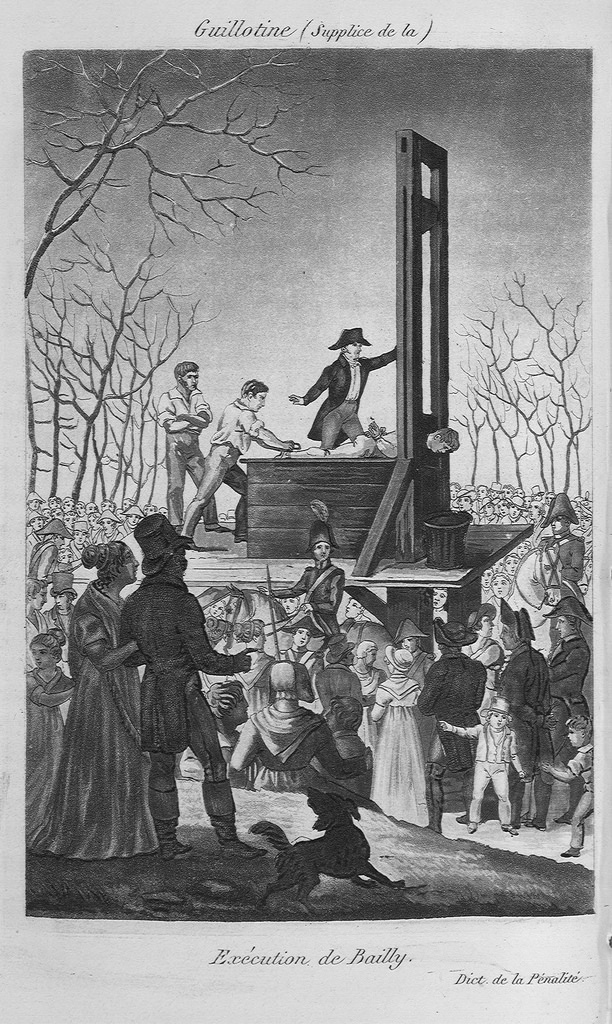
ギロチンにかけられるバイイ

1793年末、ムランで友人ピエール＝シモン・ラプラスに合流しようとしてナントから移動したが、そこで逮捕され、11月10日にパリの革命裁判所で裁判にかけられた。12日、群衆の罵声の中ギロチンにかけられて処刑された。
ナントで著した、フランス革命の回想録はフランス復古王政期の1821年から1822年にかけて3巻で出版された。

## 著作
- 『木星の衛星に関する試論』[3]（Essai sur la théorie des satellites de Jupiter、1766年）[1]
- 『木星の衛星の光度差について』[3]（Sur les inégalités de la lumière des satellites de Jupiter、1771年）[1]
- Histoire de l’astronomie ancienne（1775年）[1]
- Lettres sur l’origine des sciences（1777年）[1]
- Lettres sur l'Atlantide de Platon（1779年）[1]
- Histoire de l’astronomie moderne（1779年 – 1782年、3巻）[1]
- Traité de l’astronomie indienne et orientale（1782年）[1]
- Mémoires d’un témoin（1790年代の著作、1821年 – 1822年出版、3巻）[1]

## 関連文献
- Wood, James, ed. (1907). "Bailly, Jean Sylvain" . The Nuttall Encyclopædia (英語). London and New York: Frederick Warne.